# Per Hansson (Autor)

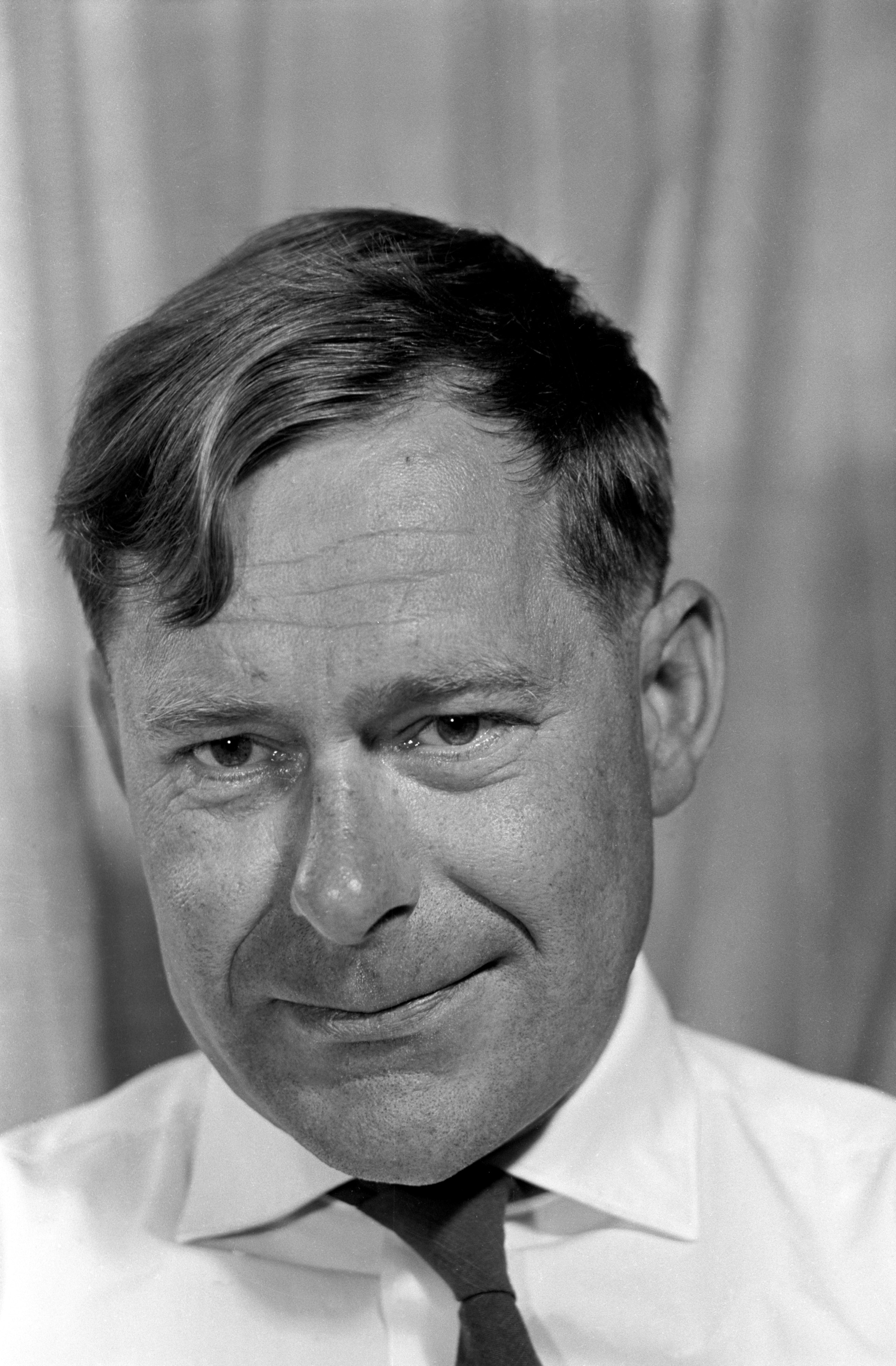
Per Hansson

Per Hansson (* 24. Juli 1922 in Kragerø, Telemark; † 12. Juni 1982 in Oslo) war ein norwegischer Journalist und Autor. Er war ein Pionier der Dokumentarliteratur der 60er Jahre in Norwegen und seine Bücher, die sich meist mit Norwegen unter deutscher Besatzung beschäftigten, erlebten für die damalige Zeit sehr hohe Auflagen.

## Leben
Per Hansson wurde am 24. Juli 1922 in der südnorwegischen Kleinstadt  Kragerø als Sohn des Friseurmeister Thoralf Hansson und der Maren Elisabeth Larsen geboren. Nach seinem Schulabschluss begann er als Redakteur bei der lokalen Tageszeitung Kragerø Blad und arbeitete später auch bei anderen lokalen Tageszeitungen in Svolvær, Sandefjord und Kristiansund. 1947 heiratete er die Büroangestellte Margot Thyra Pedersen.
1949 wurde er Herausgeber des linksorientierten Blattes Sør-Trøndelag in Orkanger, fünf Jahre später Herausgeber des Akershus Folkeblad in Lillestrøm. Diese kleinen Zeitungen prägte er durch die engagierte Haltung seiner Artikel, die stets die menschliche Dimension in den Vordergrund stellten. Politisch war er in dem sozialradikalen Flügel der Linken verankert.
1958 wurde er ständiger Mitarbeiter des Dagbladet, einer radikalliberalen Zeitung, für die er bis 1972 in einem breiten thematischen Feld arbeitete, sich aber bald auf die Sozialreportage spezialisierte. In weiterer Folge erweiterte Per Hansson sein journalistisches Schaffen vor allem in den Sechziger- und Siebzigerjahren auf das Schreiben von semifiktionalen Sachbüchern. 1972 verließ Per Hansson das Dagbladet. Er konnte ab diesem Zeitpunkt von der Veröffentlichung seiner Bücher leben.
Per Hansson verstarb am 12. Juni 1982 in Oslo an Krebs.

## Werk (Auswahl)
1962 traf Per Hansson auf Helge Morset, der ihm über die bewegende Geschichte der Morset-Familie während des Zweiten Weltkriegs berichtete. Als Ergebnis dieser Begegnung erschien 1963 das Buch Og tok de enn vårt liv (dt. Und sie nahmen ihre Leben), die erste einer Reihe von halbdokumentarischen Bücher. Es erzählt die Geschichte von Peder Morset, seiner Frau und seinem Sohn während der Zeit der deutschen Okkupation in Norwegen.
1965 veröffentlichte Hansson sein am weitesten verbreitetes Buch Det største spillet (dt. Spiel für das Leben) mit Übersetzungen in 10 Sprachen. Es wurde in enger Zusammenarbeit mit seinem realen Protagonisten Gunvald Tomstad geschrieben und 1967 unter der Regie von Knut Bohwim verfilmt. Die Adaptation des Drehbuches erfolgte durch Sigurd Evensmo.
Sein drittes Buch, Hver tiende mann måtte dø (dt. Einer von Zehn musste sterben, engl. One in Ten Had to Die), erschien 1967 und behandelte das Schicksal von Angehörigen der Kriegsmarine für die Hansson Hunderte von Interviews führte. Es schildert das Schicksal des fliktiven Schiffes, der M/S Anna welches in ein einem Konvoy Nitroglycerin und Munition von den Vereinigten Staaten in die UK bringen muss und von der deutschen Kriegsmarine versenkt wird. Das Buch war Teil seiner jahrelangen Kampagne für die Rechte der Angehörigen der Kriegsmarine und ihrer Hinterbliebenen, für die er auch ausgezeichnet wurde.
Mit der Biographie von Kirsten Svineng, jener samischen Frau, die sich in der Besatzungszeit Norwegens insbesondere der jugoslawischen Kriegsgefangenen annahm und als Mamma Karasjok bekannt ist, wurde Per Hannson auch in Jugoslawien bekannt. Das Buch erschien 1971 unter dem Titel Mamma Karasjok (dt. Mama Karaschok). Sein 1975 erschienenes Buch Oktober 1941 widmete er dem Massaker von Kraljevo und Kraguljevac in Serbien. Für seine Bemühungen um die serbischen Kriegsopfer wurde er von Jugoslawien mit einem Orden ausgezeichnet.
In seinem Buch Den farlige våren (dt. Der letzte Weg) beschrieb er, selbst schon an Krebs erkrankt, die Krebskrankheit und den Tod der 22-jährigen Studentin Ola Smedsgaard.

## Bibliographie
- 1963 Og tok de enn vårt liv, Gyldendal Verlag, Oslo. ISBN 82-525-0574-0
- 1965 Det største spillet, Gyldendal Verlag, Oslo. ISBN 82-05-18367-8
- 1967 Hver tiende mann måtte dø. Fra konvoifarten under siste krig. Gyldendal Verlag, Oslo. 199 Seiten ISBN 82-05-13855-9
- 1969 Spiel für das Leben. Verlag Volk und Welt, Berlin Ost. Übersetzung von:  Det største spillet. Aus dem Norwegischen von Rudolf Kähler.
- 1970 One in One Had to Die (Übersetzung von: Hver tiende mann måtte dø. Fra konvoifarten under siste krig). George Allen &Unwin Ltd. Fontana Books.
- 1971 Mamma Karasjok. Gyldendal Verlag, Oslo. 254 Seiten.
- 1970 Pantheos: en hypermoderne, gresk tragedie. Tiden. 19 Seiten.
- 1972 Mamma Karaschok, Kirsten Svinengs Leben für Kranke und Kriegsgefangene in Lappland. Übersetzung von: Mamma Karasjok. Aus dem Norwegischen von tbl. Verlag Friedrich Reinhardt. ISBN 3-7245-0049-1
- 1972 Hvem var Henry Rinnan? Gyldendal Verlag, Oslo. 209 Seiten. ISBN 978-82-05-13911-4
- 1974 Herr Gummistrikk og vesle Henriette, Gyldendal Verlag, Oslo. 24 Seiten. ISBN 82-05-06835-6
- 1976 Oktober 1941, Gyldendal Verlag. 186 Seiten. ISBN 82-05-09035-1
- 1978 Den siste veien: Ola Smedsgaard, Gyldendal Verlag, Oslo. 158 Seiten. ISBN 978-82-05-10979-7
- 1983 (posthum) Den farlige våren. Gemeinsam mit Ko-autor Johan O. Jensen. Gyldendal Verlag, Oslo. 270 Seiten. ISBN 82-05-13007-8

## Auszeichnungen
- 1967 erhielt Per Hansson den renommierten Literaturpreis der Gyldendal Stiftung (Gyldendal Prisen),
- 1968 den norwegischen Hirschfeld Preis (Hirschfeldprisen) für außergewöhnliche Leistungen auf dem Gebiet der Journalistik.
- Auszeichnungen des Kriegsinvalidenverbandes und des Verbandes der Kriegsmarinesoldaten,
- Verleihung des Ordens der Jugoslawischen Fahne mit Stern.
- In der Gemeinde Risør wurde eine Straße nach Per Hansson benannt.
- 2005 ehrte die die Stadt Kragerø Per Hansson durch die Umbenennung des Platzes vor dem Rathaus auf Per-Hansson-Platz.